# 岡本重明
岡本 重明（おかもと しげあき、1961年〈昭和36年〉4月5日 - ）は、日本の政治家、農家。田原市議会議員（2期）。愛知県田原市で農場を経営し、海外にも進出している。

## 経歴
愛知県田原市出身。1979年（昭和54年）に愛知県立成章高等学校を卒業後、祖父の跡をつぎ就農し、1993年（平成5年）に農業生産法人・新鮮組を創業。2001年（平成13年）に愛知田原町農協（愛知みなみ農業協同組合）から脱会した。
2005年（平成17年）に水耕栽培の特許を取得。2008年（平成20年）3月、中華人民共和国山東省で無農薬レタスの栽培実験を行い、同年から現地で販売を開始。2014年（平成26年）、養父市の国家戦略特別区域（農業分野）指定に協力。
2015年（平成27年）4月19日、任期満了に伴う田原市長選挙に無所属で出馬。同市の農業経済特区化や新たなバス路線の整備などを訴えるも、4月26日投開票の結果、元田原町職員の山下政良、元市議の北野谷一樹に及ばず落選した。
2019年（平成31年）1月、みんなの党（政治団体）公認で田原市議会議員選挙に出馬し、1月27日投開票の結果、21人中16位で初当選した。
2023年（令和5年）1月29日投開票の田原市議会議員選挙において21人中16位で再選（みんなの党愛知公認）。
2024年〈令和6年〉3月3日、農家レストラン『トムテオードラ』を開業。

## 人物
農業の規制緩和が持論で、補助金を受け取っていない。民主党政権が創設した所得保障にも申請せず、同制度について「補助金をあてにすると、努力をしなくなる。巨額の税金投入も効果が薄く、『死に金』になる」と批判した。
国家戦略特区の農業経済特区は、日本の農業再生にとってもラストチャンスだと思い地元の田原市を農業特区にするべく活動している。国家戦略特別区域に農業分野として初めて指定された養父市に進出し、『シンポジウム「養父市の挑戦～国家戦略特区で日本農業はどう変わるか?」』（2014年4月19日）に竹中平蔵、広瀬栄（養父市長）、新浪剛史（株式会社ローソン取締役会長）、磯山友幸とともにパネラーとして参加。

## 著書
- 共著『いま問われる農業戦略:規制・TPP・海外展開（シリーズ・いま日本の「農」を問う）』 ISBN 9784623073085 ミネルヴァ書房 発売日（2015年11月30日）
- 単著『田中八策（でんちゅうはっさく） 日本の農業は世界で絶対に勝てる!』 ISBN 9784334977016 光文社 発売日 2012年7月7日
- 単著『農協との「30年戦争」』 ISBN 9784166607372（文春新書）発売日 2010年1月

## 出演番組
- ビートたけしのTVタックル
- 激論!コロシアム 〜これでいいのか?ニッポン〜
- BS-TBS マンデードキュメント「負けてたまるか ～戦う農家 岡本重明～」CBCテレビ制作（2015年5月放送）